# Погонич папуанський
Погонич папуанський (Rallicula leucospila) — вид журавлеподібних птахів родини Sarothruridae. Ендемік Індонезії.

## Опис
Довжина птаха становить 20-23 см. Верхня частина тіла чорна, поцяткована тонкими білими смугами. Самиці є скоріше плямистими, ніж смугастими і дуже схожими на самиць каштанового погонича, однак хвіст у них поцяткований вузькими чорними смугами, а каштанова пляма на верхній частині спини менша.

## Поширення і екологія
Папуанські погоничі мешкають на північному заході Нової Гвінеї, в горах Арфак і Тамрау на півночі півострова Чендравасіх та в горах Вондівой півострові Вандаммен. Вони живуть у вологих гірських тропічних лісах, на висоті від 1450 до 1600 м над рівнем моря.

## Збереження
МСОП класифікує стан збереження цього виду як близький до загрозливого. Папуанським погоничам загрожує знищення природного середовища.